# Panorama LT
Panorama ist ein Handelsunternehmen in Litauen, das das Handelszentrum „Panorama“ in Saltoniškės-Vilnius verwaltet. Das Unternehmen gehört dem UAB E.L.L. „Nekilnojamas Turtas“ (über „E.L.L. Kinnisvara“ der Gruppe „ELL Real Estate“).

## Einkaufszentrum
Die Bruttofläche des Einkaufszentrums beträgt 65.000 Quadratmeter. Es gibt 180 Händler-Standorte, 18 Cafés und Restaurants, 1600 Tierfgaragenparkplätze, 30 Rolltreppen und Aufzüge sowie Mutter- und Kindzimmer. Jedes Jahr gibt es ca. 50 verschiedene Veranstaltungen.